# Joan McAlpine

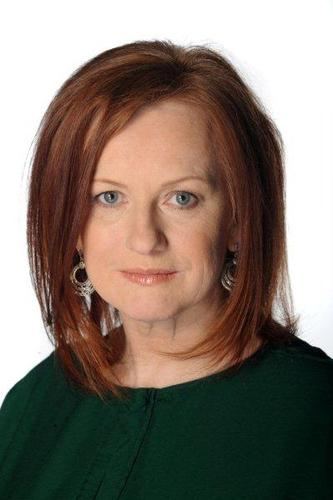
Joan McAlpine

Joan McAlpine (* 28. Januar 1962 in Gourock) ist eine schottische Politikerin und Mitglied der Scottish National Party (SNP).

## Leben
McAlpine besuchte die St Columba’s Comprehensive School in Greenock und studierte dann schottische Geschichte und Wirtschaftsgeschichte an der Universität Glasgow. Danach ging sie an die City University in London und erwarb ein Diplom in Journalistik. Anschließend arbeitete sie als Journalistin und Redakteurin für verschiedene Zeitungen, darunter The Scotsman, The Herald sowie die schottische Ausgabe der Sunday Times. Außerdem betreibt sie den preisgekrönten Blog Go Lassie Go und verfasste zusammen mit dem Sozialisten Tommy Sheridan das Buch A Time to Rage. 1999 wurde McAlpine als schottische Journalistin des Jahres geehrt und erhielt 2011 den Oliver Brown Award. Sie ist mit dem Musiker Pat Kane verheiratet und zweifache Mutter.

## Politischer Werdegang
McAlpine war Presseberaterin der SNP und verfasste auch Reden für den Ersten Minister Alex Salmond. Bei den Parlamentswahlen 2011 kandidierte McAlpine erstmals für die SNP. Die bewarb sich jedoch nicht um das Direktmandat eines Wahlkreises, sondern war auf der Regionalwahlliste der SNP für die Wahlregion South Scotland gesetzt. Infolge des Wahlergebnisses erhielt sie eines der vier Listenmandate der SNP in dieser Wahlregion und zog erstmals in das Schottische Parlament ein.

## Werke
- T. Sheridan, J. McAlpine: A Time to Rage, Polygon, 1994. ISBN 978-0-748-66174-9